# Andrzej Książek (filozof)
Andrzej Książek (ur. 24 styczeń 1953 w Ząbkach) – poeta, artysta, filozof, doktor habilitowany w dziedzinie nauk humanistycznych.

## Wykształcenie
W 1971 roku ukończył Zasadniczą Szkołę Samochodową przy Miejskich Zakładach Komunikacyjnych w Warszawie. W latach 1971–1974 uczeń Technikum Samochodowego w Warszawie. W latach 1975–1978 studiował filozofię na Akademii Teologii Katolickiej, a w latach 1978–1982 w Instytucie Filozofii Uniwersytetu Warszawskiego. Jednocześnie uczęszczał na seminaria na Wydziale Psychologii i Historii Sztuki UW. W 1987 r. obronił doktorat w Instytucie Filozofii Uniwersytetu Warszawskiego Poglądy Władysława Tatarkiewicza na dzieło sztuki. W 2004 r. uzyskał stopień doktora habilitowanego w Instytucie Sztuki Polskiej Akademii Nauk, na podstawie książki Sztuka przeciw Sztuce. Z teorii awangardy XX wieku. W latach 1987–1989 studiował socjologię w Podyplomowym Studium z Socjologii w Instytucie Socjologii Uniwersytetu Warszawskiego.

## Praca zawodowa i społeczna
W 1974 r. technolog w Spółdzielni Elektromechaniki Samochodowej w Warszawie. W 1975 r. mechanik samochodowy oraz kierowca w II Oddziale Transportu Budowlanego „Transbud” w Warszawie. W latach 1982–1984 asystent w Instytucie Filozofii Uniwersytetu Śląskiego w Katowicach. W latach 1984–2018 wykładowca w Instytucie Filozofii Uniwersytetu Warszawskiego. Jednocześnie w latach 1990–1997 wykładowca w Wyższej Szkole Pedagogiki Specjalnej. W latach 1999–2000 wykładowca w Wyższej Szkole Humanistycznej w Pułtusku. W latach 1997–1999 w Polskim Biurze Podróży „POLTURIST”, jako współwłaściciel firmy. W latach 1988–1990 przewodniczący Komisji Wydziałowej NSZZ „Solidarność” na Uniwersytecie Warszawskim. W latach 1983–1989 kierownik literacki galerii „Brama” w Warszawie. W latach 1984–1986 redaktor czasopisma Edukacja Filozoficzna.
Jest członkiem Stowarzyszenia Pisarzy Polskich i Polskiego Towarzystwa Filozoficznego.

## Twórczość poetycka
Debiutował w 1976 r. w numerze 9 w miesięczniku Poezja. Swoje wiersze drukował w takich czasopismach, jak Twórczość, Poezja, Więź, Miesięcznik Literacki, Okolice, Magazyn Kulturalny, Pismo Artystyczno-Literackie, Przegląd Filozoficzno–Literacki, Nowy Wyraz, Życie Literackie, Integracje, Kwartalnik Społeczno-Literacki Regiony, Kultura, Tygodnik Kulturalny, Tu i Teraz, Tygodnik Pracy Twórczej Radar, Literatura, Tak i Nie, Gazeta Kulturalna, Kwartalnik Literacki Podgląd.
Wydał tomy poezji:
- Wielkość naturalna, Warszawa, Czytelnik 1981, ISBN 83-07-00443-8.
- Podziemne przejścia, Warszawa, Ludowa Spółdzielnia Ludowa 1985, ISBN 83-205-3731-2.
- Opowieść pogańska, Warszawa, Iskry 1986, ISBN 83-207-0800-1.
- Wizja lokalna, Warszawa, Czytelnik 1986; ISBN 83-07-01669-X
- Pora winnej latorośli, Warszawa, Wydawnictwo Książkowe IBiS 1994; ISBN 83-862336-09-4
- Powroty – poezja ponadczasowa, Warszawa, Wydawnictwo Nuit Magique 1994, ISBN 83-902733-1-4
- Mijanie w przejściu, Warszawa, Wydawnictwo Książkowe IBiS 1998; ISBN 838623669X
- Między dawnymi a nowymi laty. Wybór wierszy, Warszawa, Wydawnictwo Akme 2000, ISBN 83-85333-95-9.
- Poezja i inne utwory zebrane, Warszawa, Wydawnictwo Akme 2004, ISBN 83-85333-96-7.
- Łagodzące okoliczności, Warszawa, Wydawnictwo Sowa 2011, ISBN 978-83-60660-55-3.
- Wiem, że tak jest, ale wierzę, że jest inaczej, Warszawa, Wydawnictwo Sowa 2011; ISBN 978-83-60660-54-6

Jego utwory znalazły się też w wydaniach zbiorowych:
- antologia hipisów Życie w drodze, Warszawa, Iskry 1986; ISBN 83-207-0724-2.
- antologia Debiuty 81, Warszawa, Młodzieżowa Agencja Wydawnicza 1983

## Twórczość prozatorska
Rękopisy znalezione na strychu tom I, Warszawa 2025, ISBN 978-83-932129-7-2.
Rękopis znalezione na strychu tom I, Warszawa 2025, ISBN 978-83-932129-3-4.
Zeszyty Filozoficzno-Literackie, Aforyzmy, Warszawa 2025, ISBN 978-83-932129-6-5.

## Twórczość artystyczna
Wziął udział w Ogólnopolskiej Wystawie Młoda Plastyka Arsenał 88. Swoje prace konceptualne, lingwistyczne, konkretne (poezja wizualna) zamieścił w katalogu Ogólnopolskiej Wystawy Młoda Plastyka Arsenał 88 oraz w katalogu warszawskiej galerii „Brama” (1984). W latach 1975–1984 uprawiał sztukę konceptualną, poezję wizualną, sztukę performance, sztukę instalacji. W latach 70. i 80. XX wieku współpracował z warszawskimi galeriami Repasasage i Brama, realizując m.in. performance Organiczne ograniczenia (1979), Wieczerza mam nadzieję, że nie ostatnia (1984), instalacje: Odzłudzenia, galeria Brama (1985), Domniemania, galeria Brama (1985). Dokumentacja niektórych prac znajduje się w katalogu galerii Brama (1984) oraz w pracy autora Dylematy sztuki (2011). W latach 1978–1986 pisał manifesty, w których zawarł swoje poglądy na sztukę, poezję, literaturę i filozofię, m.in. Manifest Sztuki Totalnej (Tygodnik Pracy Twórczej Radar, 1985, nr 25), Manifest Nie-Poetycki, Teoretyczny Tekst Artystyczno-Filozoficzny (w: Poezje i inne utwory zebrane, Warszawa 2004), Manifest Sztuki Krytycznej (2001), Manifest Poezji Krytycznej (Kwartalnik Oddziału Warszawskiego Stowarzyszenia Pisarzy Polskich Podgląd nr 4, 2019).

## Twórczość filozoficzna
Autor kilkudziesięciu artykułów naukowych, popularnonaukowych i esejów. Drukował je w czasopismach: Przegląd Filozoficzny, Kwartalnik Filozoficzny, Edukacja Filozoficzna, Studia Filozoficzne, Ruch Filozoficzny, Przegląd Humanistyczny, Przegląd Socjologiczny, Kultura i Społeczeństwo, Kultura Współczesna, Twórczość, Biuletyn Polskiego Towarzystwa Estetycznego, Biuletyn Polskiego Towarzystwa Historyków Sztuki. Wydał następujące książki naukowe:
- Piękno a sztuka, Warszawa, Wydawnictwo Naukowe Semper 1994, ISBN 978-83-932129-0-3
- Filozofia wartości, Warszawa, Wydawnictwa Uniwersytetu Warszawskiego 1994, ISBN 83-230-9810-7
- Zagadnienia etyki. Wybór tekstów. Wybór, słowo wstępne, opracowanie naukowe: Andrzej Książek, Warszawa, Wydawnictwo Akme 1995; ISBN 83-85333-81-9.
- Sztuka przeciw Sztuce. Z teorii awangardy XX wieku, Warszawa, Wydawnictwo Akme 2000, 2001, 2003, 2004; ISBN 83-85333-81-9.
- Filozofia i sztuki piękne, Warszawa, Wydawnictwo Akme 2006, 2008, 2015; ISBN 978-83-932129-0-3.
- Prawda Dobro Piękno. Wybór pism Władysława Tatarkiewicza. Wybór, wstęp i opracowanie naukowe Andrzej Książek, Warszawa, Wydawnictwo Sowa 2010, 2015,ISBN 978-83-932129-2-7
- „Tatarkiewicz”, Warszawa, Wiedza Powszechna, seria Myśli i Ludzie 2010, ISBN 978-83-214-1445-4
- Dylematy sztuki, Warszawa, Wydawnictwo Sowa 2011,ISBN 978-83-60660-56-0

Udział w pracach zbiorowych:
- Wstęp do katalogu galerii Brama (1984)
- Filozofia i Historia, w: Prace badawcze Katedry Nauk Społecznych, Warszawa, Wydawnictwo Wyższej Szkoły Pedagogiki Specjalnej 1999; ISBN 8387079-19-7.
- Koniec awangardy a sztuka końca wieku, w: Wiek awangardy, Warszawa, Wydawnictwo Universitas 2006; ISBN 83-242-0454-7

## Nagrody i wyróżnienia
- Nagroda Rektora Wyższej Szkoły Pedagogiki Specjalnej w Warszawie za książkę Piękno a sztuka (1994)[1]
- Nagroda Ministra Kultury i Sztuki za całokształt twórczości (1999)[1]